# Arbiter Elegantiarum
Arbiter Elegantiarum (łac. esteta, znawca dobrego smaku) – polski zespół funkowy, działający w latach 1979–1980 we Wrocławiu.

## Historia
Formacja powstała z inicjatywy klawiszowca Marka Bilińskiego. W skład zespołu weszli także muzycy, grający równolegle w grupie Air Band (1978–1980), tj.: Krzysztof Mandziara (gitara solowa), Waldemar Łabanowicz (gitara), Roman Tarnawski (gitara basowa) i Jerzy Łaba (perkusja). Niedługo potem dołączył wokalista Włodzimierz Grzesik.

Ja w pewnym momencie zakończyłem działalność w Poznaniu. Stwierdziłem, że dotychczasowa formuła się wypaliła i wybrałem się na osobistą dosłowną tułaczkę, szukając czegoś innego. Ostatecznie wybrałem grupę młodych chłopaków z Wrocławia. Oni grali funky, bo mnie wtedy ten gatunek muzyczny zainteresował i ja do nich dokooptowałem. Chłopaki grali muzykę instrumentalną, a ja wpadłem na pomysł aby znaleźć jakiegoś wokalistę. I graliśmy w sekstecie – to był dość rozbudowany zespół... Chciałem już odejść od formuły instrumentalnej i zrobić coś innego, coś nowego. Akurat wtedy był taki okres w moim życiu, który nazwałbym „Poszukiwania”. I to faktycznie była tułaczka, bo reszta muzyków z wokalistą włącznie mieszkała we Wrocławiu. Zatem ja do nich zawsze musiałem dojeżdżać, co było dość uciążliwe. I w ostateczności nie przyniosło zamierzonych efektów... Zagraliśmy kilka koncertów i formuła się wypaliła. W tym samym czasie dotarli do mnie muzycy z przyszłego Banku. I moje losy dalej potoczyły się tak a nie inaczej.

8 czerwca 1980 roku Arbiter Elegantiarum wystąpiło w koncercie wieczornym podczas Ogólnopolskiego Przeglądu Muzyki Młodej Generacji w Jarocinie – obok Kasy Chorych i Porter Bandu. Zespół przestał istnieć w 1980 roku w momencie, gdy Biliński przeszedł do grupy Bank. Mandziara i Tarnawski znaleźli się w zespole Cross, zaś Łaba założył w 1981 roku formację Solid Body.